# Hey! Say! JUMP デビュー&ファーストコンサート いきなり!in 東京ドーム
『Hey! Say! JUMP デビュー&ファーストコンサート いきなり!in 東京ドーム』（ヘイセイジャンプ デビュー アンド ファーストコンサート いきなり イン とうきょうドーム）は、Hey! Say! JUMP の1stライブDVD。2008年4月30日発売。発売元はジェイ・ストーム。

## 概要
2007年12月22日、東京ドームでのデビューコンサートを記録。デビューから38日の史上最速タイ記録、平均年齢15.2歳の史上最年少記録での東京ドーム公演。

DVDには、24Pカラーブックレットが封入されている。

## 収録曲

### Disc 1
1. Overture
2. Ultra Music Power
3. Hey! Say!〜Ultra Music Power
4. 合戦〜龍神
5. 心・技・体
6. 麗しのBad Girl  - 中島裕翔
7. Higher  - 中島裕翔・岡本圭人・髙木雄也
8. パフューム  - 山田涼介
9. ス・リ・ル - Hey! Say! BEST
10. ワンダーランド・トレイン - Hey! Say! 7
11. Star Time
12. トビラの向こう
13. 男前サンバ
14. Ultra Music Power〜キミは泣いてツヨくなる
15. バレーボール・メドレー
16. Jr.コーナー
  1. HONEY RIDER
  2. ひとりぼっちのハブラシ
  3. 目覚めろ!野性
  4. 仮面舞踏会
  5. Real Face
  6. Crush
17. FIRE BEAT - Kis-My-Ft2
18. On The Wind - 知念侑李
19. Rain Dance - 薮宏太
20. 炎-Flame of Love - 八乙女光
21. Too Shy
22. 街角DEEP BLUE
23. サンキュー
24. Ultra Music Power
25. 大胆夢敵
26. ビューティフル
27. フィーバーとフューチャー

### Disc 2
1. '07.9.24 横浜アリーナ
2. ワールドカップバレー2007 東京体育館
3. ワールドカップバレー2007 日本ガイシホール